# Gare de Mesves – Bulcy
Gare de Mesves - Bulcy – przystanek kolejowy w Mesves-sur-Loire, w departamencie Nièvre, w regionie Burgundia-Franche-Comté, we Francji.
Jest stacją Société nationale des chemins de fer français (SNCF), obsługiwaną przez pociągi TER Bourgogne.

## Położenie
Znajduje się na wysokości 169 m n.p.m., na km 219,891 linii Moret – Lyon, pomiędzy stacjami Pouilly-sur-Loire i La Charité.

## Usługi
Jest obsługiwany przez pociągi TER Bourgogne na trasie Cosne - Nevers.